# Часослов
Часослов (на гръцки: ῾Ωρολόγιον) е църковно-богослужебна книга, използвана в християнската богослужебна практика. „Часословът“ съдържа псалми, молитви, песнопения и др. текстове от дневния богослужебен кръг, извън текстовете на светата литургия, които са в Служебника. Получава името си по каноничните часове на църковната служба (фиксираните времена за молитва през определен интервал). В православната църква ежедневните служби са шест. „Часословът“ служи за ръководство на четците и певците в църквата.
През Средновековието часословът е много популярен за лична употреба и затова често се срещат оцелели екземпляри, които са най-популярният тип илюстрован ръкопис. Всеки от тях е уникален, но повечето съдържат колекция от текстове, молитви и псалми, често богато украсени. Украсата варира от отделни украсени начални букви до богато илюстрирани екземпляри за богати богомолци, които съдържат както сцени от живота, така и религиозни образи.:с. 46